# Jesús Samper
Jesús Samper Vidal (Madrid, 28 de agosto de 1950 - ibídem, 18 de diciembre de 2015) fue un dirigente deportivo y abogado español.

## Trayectoria profesional
Samper, abogado de profesión, estuvo siempre muy ligado al mundo del fútbol. Fue secretario general de la Liga de Fútbol Profesional entre 1983 y 1996, fue también asesor jurídico del Real Madrid y presidió el Grupo Santa Mónica, que gestionó los derechos audiovisuales de la Real Federación Española de Fútbol.
Samper fue una de las figuras más importantes de la historia de la Liga, elaborando los primeros estatutos que se aprobaron en el año 1984 y que dieron lugar a su nacimiento oficial el 26 de julio de 1984.
En 1998 toma el control del club de fútbol Real Murcia y lo transforma en Sociedad Anónima Deportiva, con el que consiguió dos ascensos a Primera División (en 2003 y 2007) y se construyó el Estadio Nueva Condomina (inaugurado en 2006).
En la madrugada del viernes 18 de diciembre de 2015 fallece en la ciudad de Madrid por problemas de salud, desempeñando el cargo de Presidente del Consejo de Administración del Real Murcia hasta el momento de su muerte.